# The Dedica Anthology
The Dedica Anthology ist eine Marke in der zeitgenössischen Luxushotellerie startete am 21. April 2018.
Die Marke umfasst fünf 5-Sterne-Hotelimmobilien und vier 4-Sterne-Partnerimmobilien in Italien und in ganz Europa. Die bisher zu den Boscolo Hotels gehörenden Immobilien wurden 2017 von der US-amerikanischen Private-Equity-Gruppe Värde Partners in Zusammenarbeit mit der Deutschen Bank erworben. Die Marke wird vom Hotelier Stephen Alden als CEO geführt.

## Haupthotels
- 5-Sterne-Hotels
  - Palazzo Naiadi Hotel, Rom, früher Boscolo Exedra Roma
  - Grand Hotel Dei Dogi, Venedig, früher Boscolo Venezia
  - Palazzo Matteotti, Mailand, früher Boscolo Milano
  - New York Palace Budapest, Budapest, früher Boscolo Budapest Hotel
  - Carlo IV, Prag, früher Boscolo Prague